# Maculinea nepete
Maculinea nepete är en fjärilsart som beskrevs av Hans Fruhstorfer 1934. Maculinea nepete ingår i släktet Maculinea och familjen juvelvingar. Inga underarter finns listade i Catalogue of Life.